# Giacomo Gates

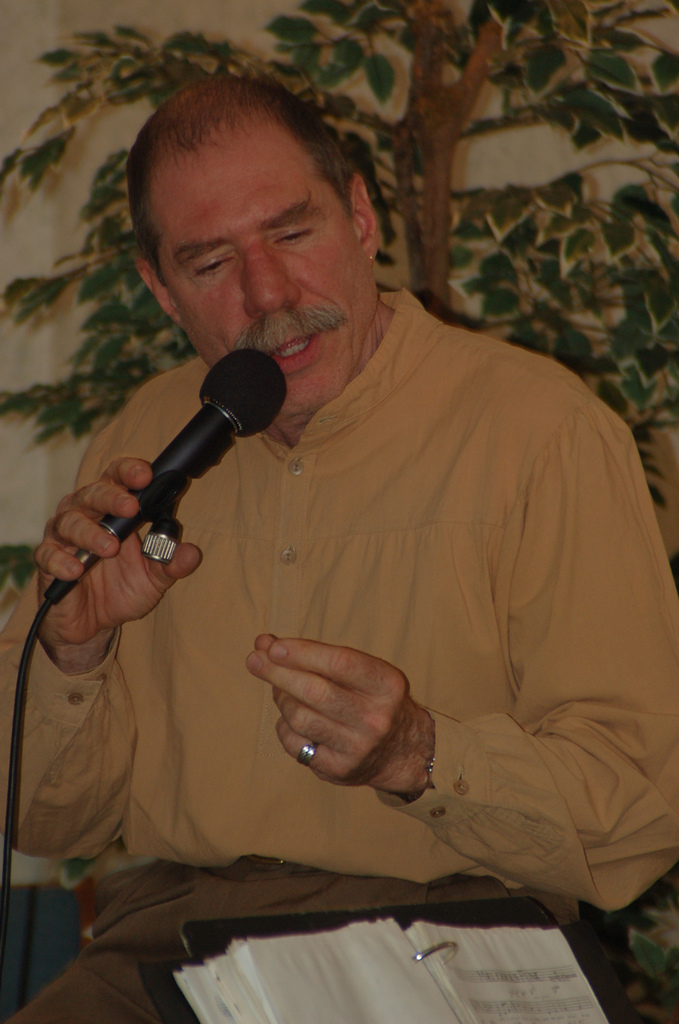
Giacomo Gates, 2007 (foto: Brookfield Library)

Giacomo Gates (Connecticut, 1950) is een Amerikaanse jazz-zanger en pianist. Hij is een van de weinige zangers die in een vocalese-stijl zingt, zoals Eddie Jefferson dat deed. Gates heeft een baritonstem.
Gates trad al op zijn zesde op. Hij leerde tapdansen en gitaar en zong op trouwfeesten liedjes uit het Great American Songbook. Zijn professionele loopbaan begon hij echter op ander gebieden: hij was bijvoorbeeld chauffeur (van schoolbussen tot en met trucks) en betrokken bij de aanleg van pijpleidingen in Alaska. Eind jaren tachtig koos hij definitief voor de jazz. Hij ontwikkelde een zangstijl waarin hij instrumenten 'imiteert', in de context van het nummer dat hij zingt. In een song improviseert hij bijvoorbeeld de bas-lijnen of drumgeluiden.
In 1995 produceerde Helen Keane zijn eerste album, waarbij hij begeleid werd door Harold Danko, Rufus Reid en Akira Tana. Gates zong onder meer met Jon Hendricks, Lou Donaldson, Freddie Hubbard, Randy Brecker en Jon Faddis. Hij werkte tevens met eigen groepen. Naast zijn optredens geeft hij ook les aan enkele scholen, zoals de Wesleyan universiteit en het conservatorium van Hartford.

## Discografie
- Fly Rite, Sharp Nine, 1998
- Centerpiece, Origin, 2004
- Blue Skies, Digital Music Products, 2006
- Luminosity, AAO, 2008
- Revolution Will Be Jazz: The Songs Of Gil-Scott Heron, Savant, 2011